# Carl Steiner (Pianist)
Carl Steiner (* 18. Februar 1892 in Eulau in Böhmen; † 15. Jänner 1968 in Linz) war ein österreichischer Pianist, Komponist, Hochschullehrer und Rektor des Brucknerkonservatorium Linz.

## Leben und Wirken
Carl Steiner war Pianist und von 1943 bis 1945 stellvertretender Leiter sowie von 1945 bis 1958 Rektor des Linzer Brucknerkonservatoriums und gilt als Wegbereiter der heutigen Anton Bruckner Privatuniversität in Linz.

## Werke
- 90 Lieder und 11 Lieder ohne Worte